# جنگ شاپور یکم با اذینه
جنگ شاپور با اذینه یک نبرد فرسایشی بود که پس از پیروزی شاپور یکم در نبرد ادسا بر امپراتوری روم، بین او و اذینه، شاه پالمیرا طی سال‌های ۲۶۰ تا ۲۶۴ میلادی رخ داد. اذینه طی سال‌های ۲۶۰ تا ۲۶۲ میلادی، شکست هایی بر ساسانیان وارد کرد که باعث شد شاپور به سمت تیسفون عقب نشینی کند، بعضی منابع این را زد و خوردی کوچک یاد می‌کنند   اذینه در سال ۲۶۳ تیسفون را به محاصره در آورد ولی موفق به تصرف آن نشد.
در این جنگ سواران عرب ضربات جدی به ارتش ساسانی وارد کرده و سبب تضعیف موقعیت ساسانیان در سوریه شدند که موجب از دست رفتن انطاکیه و ارمنستان شد.
شاپور پس از تاخت و تاز در سوریه و کاپادوکیه، آهنگ بازگشت به ایران کرد و در هنگام بازگشت، به دلیل غرور و تحقیر اذینه، امیر عرب، که حکمرانی شهر پالمیرا در صحرای شام را داشت، مورد حمله وی قرار گرفت. این شهر مرکز تجارت شرق و غرب بود. دربارهٔ کامیابی‌های اذینه، تاریخ‌نویسان گزاف‌گویی‌های بسیار کرده‌اند. اینکه شاپور توانست غنایم فراوان به همراه اسیران جنگی رومی بسیار با خود به ایران بیاورد نشان می‌دهد که در روایات مربوط به حمله اذینه بر او، تا چه حد باید مبالغه شده باشد. اما به هر حال اذینه چند سال بر سوریه و قسمت عمدهٔ ایالات رومی آسیا تسلط داشت و گرچه به ظاهر دست‌نشاندهٔ روم بود، ولی در حقیقت کم‌وبیش استقلال داشت و از سوی گالینوس، قیصر روم، هم به لقب امپراتوری نائل شده بود. ساسانیان بدون هیچ نتیجه‌ای تا سال ۲۶۵ جنگ خود با پالمیرا را ادامه دادند تا اینکه اذینه به قتل رسید و زن او به نام زنوبیا به همراه پسرش وَهب‌اللات، زمام امور را در دست گرفتند.

## شرح جنگ
هنگامی که شاپور در راه شامات بود، اذینه حکمران تدمر، تحفه‌ها و هدایای گرانبهایی نزد او فرستاد. اما به گونه‌ای که نوشته‌اند، پادشاه ساسانی پیشکش‌های وی را نپذیرفت و فرستادگان وی را به فرات انداخت. این کار برای اذینه گران تمام شد و وقتی که شاپور پس از جنگ با رومیان از راه آسیای صغیر به ایران بازمی‌گشت، گروهی از عربان به فرمان اذینه بار و بنهٔ او را به غارت بردند و سپاهیان ایران با تحمل رنج و سختی فراوان و دادن تلفات بسیار به ایران بازگشتند.
افزون بر آن، اذینه به تعقیب آنان شتافت، تیسفون را به محاصره درآورد، پس از آنکه زیان‌های فراوانی به آن شهر وارد آورد، بیشتر شهرهای شامات را از فرمانروایان ایرانی گرفت، با گالینوس فرزند والرین، که به امپراتوری روم رسیده بود، متحد شد و دولت روم به او لقب آگوستوس داد.
اینکه سرزمین‌ها و شهرهای متصرفی شاپور فقط در مدت کوتاه در دست ساسانیان باقی ماند، مربوط به حملات اذینه بود. وی به سفارش و دستور رومی‌ها منافع قدرت غربی در برابر دعاوی ساسانیان حفظ می‌کرد. اذینه پالمیری، که از طرف امپراتور گالینوس اختیارات تام داشت، در نیمه دوم سال ۲۶۰ اولین ضدحمله را به ساسانیان وارد کرد. موفقیتهای نظامی مذکور در بین‌النهرین بخشی دیگر از جنگ با ساسانیان است، که اوذینه همراه با واحدهای پالمیری و قوای رومی به دستور قیصر گالینوس به انجام رساند. بخصوص شرکت دادن اذینه در سرکوب تجاوزاتی که علیه گالینوس پیش از این صورت گرفته بود، موجب شد که قیصر به این حکمران پالمیری برای جنگ‌های بعدی در شرق قدرت کامل تفویض کند.
در سال ۲۶۲ اذینه موفق شد متصرفاتی را که در بین‌النهرین قبلاً نصیب شاه ساسانی شده بود را از چنگ او خارج کند. در درجه اول فقدان نصیبین و کرهه برای ساسانیان در حکم شکست سختی بود.
علاوه بر آن نیروهای اوذینه دو بار تا تیسفون پیش تاختند ولی به هرحال نتوانستند پایتخت ساسانیان را تسخیر کنند. همچنین اسارت حرمسرای پادشاهی از سرف منابع دیگر تأیید نمی‌شود. هیچ تردیدی نیست که روم از برکت این پیش‌تازی اوذینه توانست وضع موجود قبل از جنگ را مجدداً برقرار کند. اوذینه از طرف گالینوس به ازای پیروزی‌هایش لقب امپراتور گرفت. قیصر این مرد پالمیری را به حکمرانی کل مشرق‌زمین منصوب کرد.

اگر امیر پالمیر اوذینه، پس از اسیر شدن والرین، هنگام ضعف قدرت رومیان، حکومت را به دست نگرفته بود، شرق از دست می‌رفت. اما وی، پس از آنکه نخستین‌بار عنوان «شاه» یافت، سپاهی فراهم آورد، با همسرش زنوبیا، پسرانش به جنگ ساسانیان شتافت. در آغاز نصیبین و قسمت‌های وسیعی از شرق و همچنین سراسر بین‌النهرین را در دست خود گرفت و آنگاه شاه مغلوب را ناگزیر به فرار کرد. سرانجام تا تیسفون و تعقیب شاپور و فرزاندان او پرداخت، همسران او را به اسارت گرفت و غنایم بزرگی نیز به چنگ آورد...

وینتر و دیگناس، روم و ایران، ۱۴۶.
از این پس اوذینه از طرف گالینوس اختیار مطلق سرزمین‌هایی را که از شاپور گرفته شده بود، به‌دست‌آورد. قدرت فائقه او از اینها هم فراتر شامل ایالات شرقی رومی از ساحل دریای سیاه تا فلسطین شد. وی کاری کرد که وجودش برای قیصر روم و برای دفاع از مرزهای شرقی روم غیرقابل اجتناب باشد. اما او نیز در جنگ هایی به سختی از شاپور شکست خورد و این باعث تضعیف جایگاه او در دربار گالینوس بود. از دیدگاه پالمیر بیش از همه علل مبتنی بر سیاست خارجی و برقراری بلامانع دسترسی به خلیج فارس از اهمیت خاص برخوردار بوده است.
از سال ۲۶۴ در مرز شرقی امپراتوری روم دیگر آرامش برقرار شد.

## نتایج
در نهایت از بهار سال ۲۶۷ به بعد بود که شاپور از شر این حریف خطرناک رهایی یافت؛ به هرحال پالمیر به علت وضع جغرافیایی مساعد خود و از برکت اقدامات پیروزمندانه اوذینه به یک دولت قدرتمند حائل بین روم و ساسانی تبدیل شده بود. هنوز چیزی از این مقدمات نگذشته بود که اذینه کشته شد و همسرش ملکه زنوبیا که پس از او به سلطنت رسیده بود، برای حفظ کشور خویش در برابر آسیب‌هایی که ممکن بود از سوی روم بر آن وارد آید، و به دلیل ضعف موقتی رومیان، از این موقعیت استفاده کرد و پالمیر را به اوج و قدرتی منحصر به فرد رساند. تأسیس یک «دولت خاص پالمیریِ مستقل از روم» به هرحال چیزی نبود که بی‌پاسخ بماند. اتخاذ این روش برای زنوبیا سودی ببار نیاورد؛ زیرا در سال ۲۷۲ امپراتور اورلیان، پالمیر را تسخیر و زنوبیا را اسیر کرد. امپراتور روم دستور داد تا زنوبیا را در یک نمایش ظفرنمون در شهر رم گردانند.